# 양치기

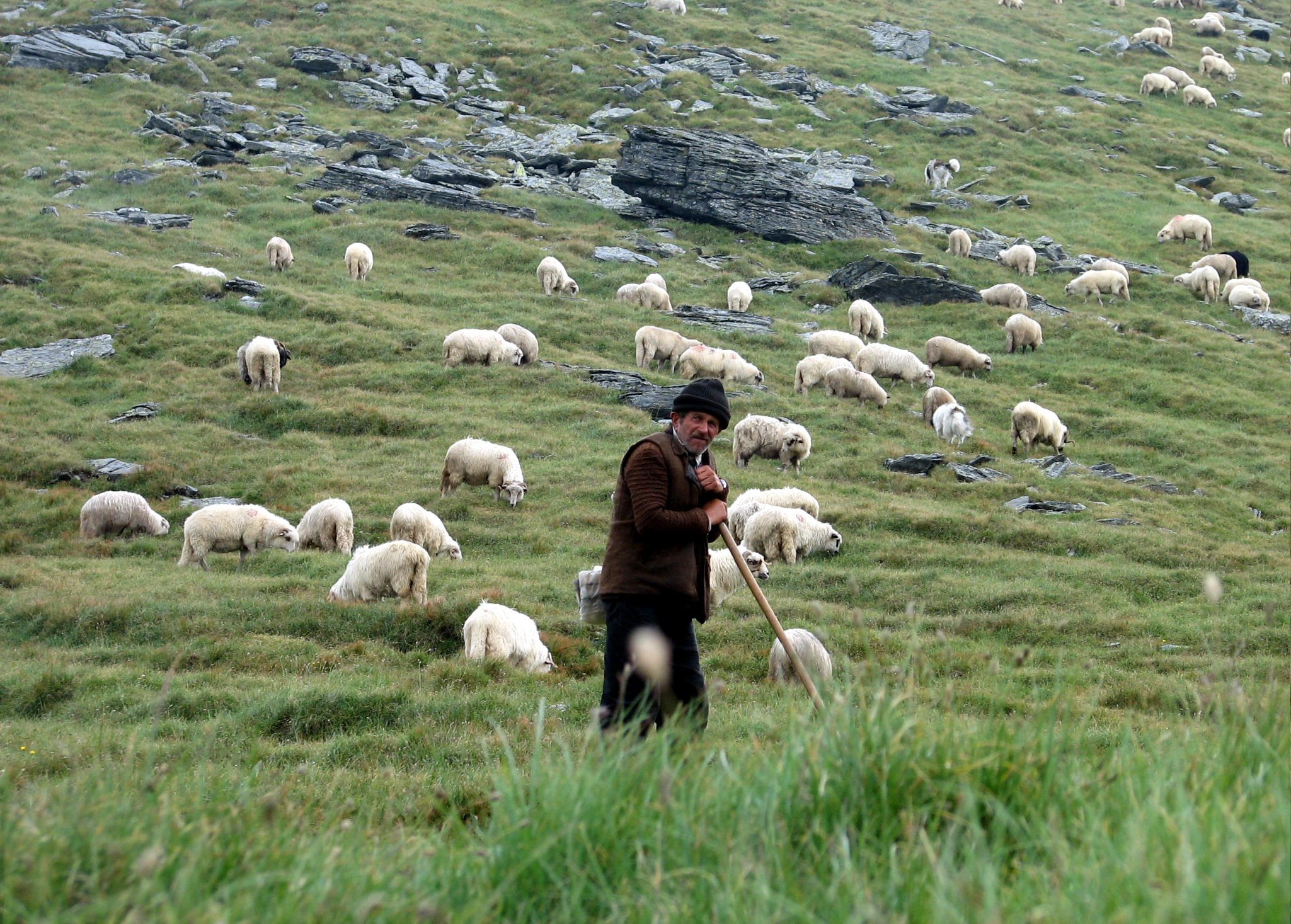
루마니아의 양치기

양치기(羊-)는 양을 치는 일 또는 그런 일을 하는 사람을 일컫는다. 목자(牧者)라고도 한다.

## 기원
양치기는 소아시아에서 5,000여년 전을 시작으로 가장 오래된 직업들 가운데 하나이다. 젖과 양고기, 특히 양털을 위해 양을 길렀다. 이후 수백 년에 걸쳐 양과 양치는 일은 유라시아를 통해 퍼져나갔다.

## 같이 보기
- 양치기의 지팡이
- 축산
- 낙타
- 목양견
- 라마
- 이목